# Kamarás Mihály
Kamarás Mihály (1925. január 17. – 2007. május 14.) válogatott labdarúgó, a Dorog és a Vasas legendás kapusa.

## Pályafutása
Dorogon vált ismert játékossá, ahol 1949-ben mutatkozott be, az akkor még Dorogi Tárna néven szerepelt NB. I-es csapatban. A dorogiakkal kétszer nyerte el a Vidék Legjobbja címet, két egymást követő évben. Hamarosan bekerült a Bányász válogatottba is, amelynek oszlopos tagja lett. 1952-ben Magyar Kupa-döntős volt. Még ugyan abban az évben leigazolta a Vasas. Pályafutása az angyalföldi klubban teljesedett ki, ott érte el legnagyobb sikereit. Előbb Magyar Kupát, majd  egymást követő két évben a Közép-európai kupát nyerték. 1956-ban a Népstadionban 90 ezer néző előtt, a döntő harmadik felvonásában 9-2-re verték az SK Rapid Wien csapatát. 1957 tavaszán bajnoki címet nyertek, amely az első volt a Vasas történetében. A bajnoki címmel kivívták a BEK-szereplés jogát és meg sem álltak az elődöntőig, ahol a világhírű Real Madrid ellen játszottak. Bár a spanyol csapat jutott 4–2-es összesítéssel a döntőbe, azonban a Népstadionbeli hazai mérkőzésen legyőzték a Di Stefanoval felálló ellenfelüket.
1955 szeptemberében két alkalommal szerepelt a Budapest válogatottban egy görögországi túrán. Szeptember 22-én Athénban a görög válogatott elleni 1–1-re végződő, és a szeptember 25-i Szaloniki elleni 3–3-as döntetlennel zárult találkozókon védett.

## Sikerei, díjak

### Dorog
- Magyar Kupa-döntős, ezüstérmes (1952)
- Kétszeres Vidék Legjobbja (1950, 1951)
- Népszava Kupa-győztes (1950)
- Országos Bányász Kupa-győztes (1952)

### Vasas
- Magyar bajnok (1957 tavasz)
- Bajnoki bronzérmes (1953)
- Magyar Kupa-győztes (1955)
- Kétszeres Közép-európai kupa-győztes (1956, 1957)
- A Gépipar Kiváló Dolgozója (1956)[6]
- A Magyar Népköztársaság Kiváló Sportolója (1956)[7]
- A Vasas Aranygyűrűse (2000)

## Családja
Veje, Tóth Bálint szintén a Vasas híres játékosa, majd vezetőedzője.